# عملية الأبجدية

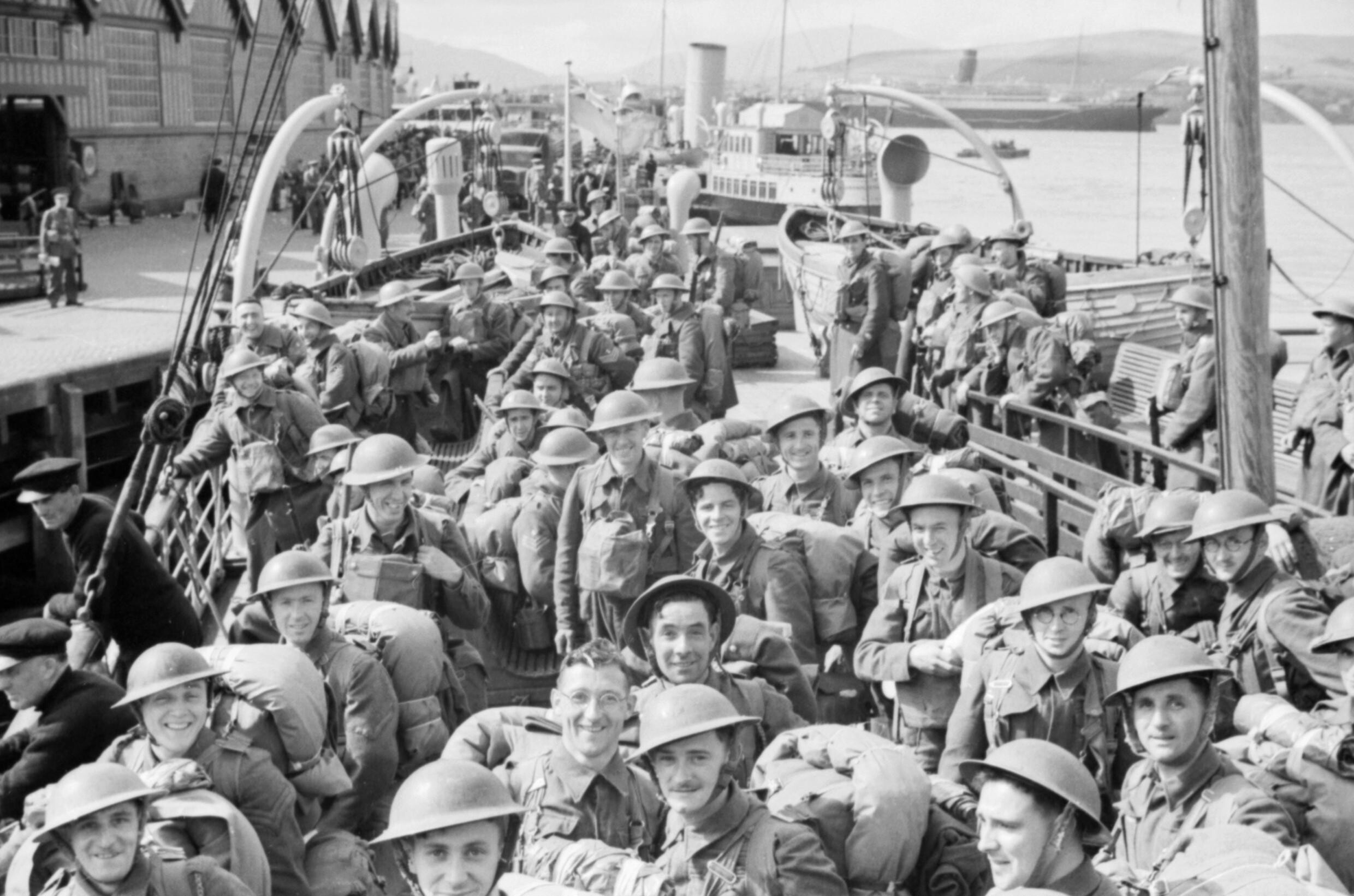
الجنود البريطانيين خلال إخلائهم في حزيران 1940

كانت عملية الأبجدية عملية إخلاء عسكري خلال الحرب العالمية الثانية، تمت الموافقة عليها من ميناء نارفيك في شمال النرويج في 24 أيار عام 1940، من قِبل قوات الحلفاء (البريطانية والفرنسية والبولندية) بعد نجاح القوات الألمانية النازية في عملية ويسيروبونغ (بداية الغزو الألماني في 9 أبريل للدنمارك والنرويج) وتم الانتهاء من الإخلاء بحلول 8 حزيران عام 1940.
كان الإخلاء مدفوعاً بهجوم قوات الفيرماخت على بلجيكا وهولندا ولوكسمبورغ وفرنسا في ربيع عام 1940، مما قلل من الأهمية النسبية لألمانيا والدول الإسنكدنافية بمسئلة توريد وتوفير خام الحديد. بعد عدة ليال من آخر عمليات الإخلاء العسكري، أنقذ الملازم البريطاني باتريك دالزيل جوب المدنيين في المدينة حيث قام الملازم جوب بعصيان الأوامر ونظم إعداد قوارب الصيد لإستخدامها في مساعدة المدنيين على الفرار قبل بداية القصف الإنتقامي الألماني. تم بالفعل تدمير جزء كبير من المدينة بالقصف الألماني ولكن كانت نتيجة تصرف الملازم جوب أن قُتل أربعة أشخاص فقط لا غير واستطاع باقي السكان الفرار بأرواحهم.
أرادت البحرية الملكية تأديب الملازم جوب لكنها لم تكن قادرة على ذلك خصوصاً بعد أن منحه ملك النرويج هاكون السابع وسام فرسان الصليب من وسام القديس أولاف (الدرجة الأولى). في وقت لاحق من الحرب، خدم الملازم جوب مع إيان فليمنغ الضابط البريطاني والكاتب المعروف بتأليفه لسلسلة روايات شخصية جيمس بوند الشهيرة. تشير العديد من المصادر إلى الملازم جوب باعتباره مصدر إلهام لشخصية جيمس بوند.
ونتيجة لإجلاء قوات الحلفاء من النرويج ضعف موقف السويد وفنلندا تجاه ألمانيا النازية. تم التوصل إلى اتفاق في شهر حزيران بين ألمانيا والسويد أدى بموجبه إلى عمليات نقل مكثفة لقوات الفيرماخت (غير المسلحة) على خطوط السكك الحديدية السويدية - وربما كان ذلك بمثابة انحراف رئيسي للسويد عن سياسة الحياد التي تتبعها بين أطراف الحرب - وفي شهر آب أبرمت فنلندا اتفاقًا سريًا يمكن بموجبه حصول فنلندا على أسلحة من ألمانيا بينما تتمكن ألمانيا من نقل قواتها المسلحة بالشاحنات عبر أراضي فنلندا باتجاه أقصى الشمال.
وبما أن ألمانيا والاتحاد السوفيتي كانا لا يزالان موحدان باتفاقية مولوتوف-ريبنتروب فقد استطاعا استبعاد باقي القوى الدولية الأخرى من محاولة توسيع نفوذها في شمال أوروبا.